# Landtagswahl im Trentino 2013
- MoVimento 5 Stelle: 2
- Partito Democratico: 9
- Unione per il Trentino: 5
- Partito Autonomista Trentino Tirolese: 9
- Unione Autonomista Ladina: 1
- Gemischte Fraktion: 1
- Amministrare il Trentino + Civica Trentina: 2
- Progetto Trentino: 4
- Forza Trentino: 1
- Lega Nord: 1

Die Landtagswahl im Trentino 2013 fand am 27. Oktober 2013 statt. Gewählt wurden 35 Abgeordnete zum Trentiner Landtag. Stimmberechtigt waren 416.704 Wähler.
Entsprechend dem Trentiner Wahlgesetz wurde gleichzeitig über die Zusammensetzung des Landtags abgestimmt und der Landeshauptmann (italienisch Presidente della Provincia Autonoma di Trento) direkt gewählt. Neuer Landeshauptmann wurde Ugo Rossi (PATT). Die Wahlbeteiligung lag bei 62,82 %.
Am selben Tag fand auch die Wahl zum Südtiroler Landtag statt. Trentiner und Südtiroler Landtag bilden zusammen den 70 Mandate umfassenden Regionalrat von Trentino-Südtirol.
Das Mitte-Rechts-Lager ist mit vier Kandidaten angetreten und musste schwere Verluste hinnehmen. 

## Wahlergebnis

### Stimmenergebnis
| Liste / Kandidat | Liste / Kandidat                                              | Stimmen für den Landes- hauptmann | Listen- stimmen | Prozent | Mandate |
| ---------------- | ------------------------------------------------------------- | --------------------------------- | --------------- | ------- | ------- |
|                  | Ugo Rossi (Spitzenkandidat PD, PATT, UpT, FdV, IdV, UAL, PSI) | 144.616                           |                 |         | 1/35    |
|                  | Partito Democratico (PD)                                      |                                   | 52.412          | 22,06 % | 9/35    |
|                  | PATT (PATT)                                                   |                                   | 41.689          | 17,55 % | 7/35    |
|                  | Unione per il Trentino con Dellai (UpT)                       |                                   | 31.653          | 13,33 % | 5/35    |
|                  | Verdi Ecologisti e Civici – Verdi Europei (FdV)               |                                   | 4.548           | 1,91 %  | 0/35    |
|                  | Civica Valori e Diritti (IdV)                                 |                                   | 3.927           | 1,65 %  | 0/35    |
|                  | Union Autonomista Ladina (UAL)                                |                                   | 2.721           | 1,14 %  | 1/35    |
|                  | Riformisti per l’Autonomia (PSI)                              |                                   | 2.579           | 1,09 %  | 0/35    |
|                  | Diego Mosna (Spitzenkandidat PT, CT, AiT, IpA, A2, FT)        | 47.970                            |                 |         | 1/35    |
|                  | Progetto Trentino (PT)                                        |                                   | 21.450          | 9,03 %  | 4/35    |
|                  | Civica Trentina (CT)                                          |                                   | 8.806           | 3,71 %  | 1/35    |
|                  | Amministrare il Trentino (AiT)                                |                                   | 5.060           | 2,13 %  | 1/35    |
|                  | Insieme per l’Autonomia (IpA)                                 |                                   | 3.371           | 1,42 %  | 0/35    |
|                  | Autonomia 2020 - NT (A2)                                      |                                   | 3.160           | 1,33 %  | 0/35    |
|                  | Fare Trentino (FT)                                            |                                   | 1.946           | 0,82 %  | 0/35    |
|                  | Maurizio Fugatti (Spitzenkandidat LN, CEU)                    | 16.401                            |                 |         | 1/35    |
|                  | Lega Nord (LN)                                                |                                   | 14.768          | 6,22 %  | 1/35    |
|                  | Cattolici Europei Uniti (CEU)                                 |                                   | 547             | 0,23 %  | 0/35    |
|                  | Filippo Degasperi (Spitzenkandidat M5S)                       | 14.241                            |                 |         | 1/35    |
|                  | MoVimento 5 Stelle (M5S)                                      |                                   | 13.889          | 5,85 %  | 1/35    |
|                  | Giacomo Bezzi (Spitzenkandidat FoTre)                         | 10.631                            |                 |         | 1/35    |
|                  | Forza Trentino (FoTre)                                        |                                   | 10.495          | 4,42 %  | 0/35    |

### Katorgraphische Darstellungen

Mehrheiten der Parteien nach Gemeinden
Mehrheiten nach Spitzenkandidaten